# L'Orage (Tchaïkovski)
Pour les articles homonymes, voir L'Orage.
L'Orage, ouverture pour le drame d'Alexandre Ostrovski en mi mineur (en russe : Гроза), op. posth. 76, est une ouverture composée par Piotr Ilitch Tchaïkovski entre juin et août 1864, jouée pour la première fois le 7 mars 1896 à Saint-Pétersbourg, sous la direction d'Alexandre Glazounov. Elle a été publiée par Mitrofan Belaïev avec le numéro d'opus posthume 76.

## Sujet
Figure dominante du théâtre russe de la seconde moitié du XIXe siècle, Alexandre Ostrovski fait représenter son drame L’Orage le 16 novembre 1859. Il remporte, dès sa création, un très grand succès et inspirera par la suite Leoš Janáček pour son opéra Katja Kabanova.
La pièce raconte l’histoire de Katerina, mariée à un jeune homme inconsistant dominé par sa mère, Marfa Kabanova. Katerina, qui étouffe dans ce mariage, tombe amoureuse d'un autre homme. Lorsque, malgré ses supplications, son mari part en voyage à Moscou sans elle, elle succombe à sa passion. Après le retour de son mari, une grande tempête éclate et sa terreur d'être frappée par la colère du ciel la pousse à avouer sa faute. Poursuivie par sa belle-mère, elle se noie dans la Volga.

## Genèse
Alors qu’il termine ses études musicales au conservatoire de Saint-Pétersbourg, Tchaïkovski, alors âgé de 23 ans, est très touché par les malheurs de l’héroïne d'Ostrovski ; il souhaite composer un opéra sur ce sujet très dramatique. Mais il se ravise au printemps 1864, invité par le prince Galitsine qu'il élabore un bref programme pour une ouverture de concert, qu’il griffonne sur un morceau de papier sur lequel il a orchestré deux Études symphoniques (Adagio et Allegro brillante) de Schumann  :
«  (Introduction: adagio) enfance de Katerina et toute sa vie jusqu'à son mariage, (allegro) prémices de l’orage; son aspiration vers un véritable bonheur et vers l'amour (allegro appassionato) ; sa lutte interne - passage soudain vers le soir au bord de la Volga ; lutte à nouveau, mais avec des accents de bonheur fiévreux ; pressentiment de l’orage (répétition du motif après l'adagio et développement ultérieur), orage, apogée d’une lutte désespérée et mort. »

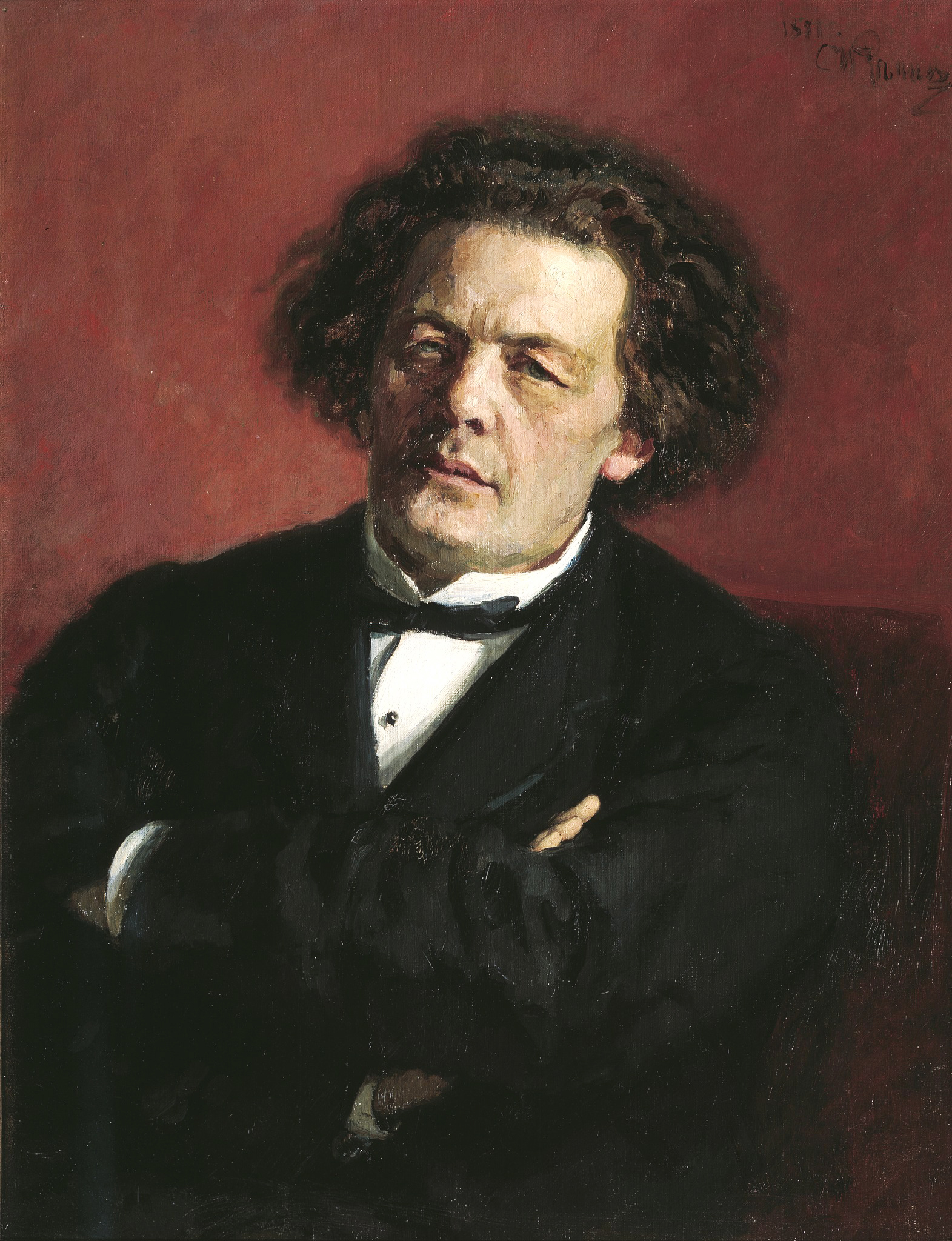
Portrait d’Anton Rubinstein par Ilia Répine.

Son professeur Anton Rubinstein ayant prescrit de composer une grande pièce orchestrale comme devoir de vacances, Tchaïkovski décide de choisir comme sujet le drame d’Ostrovski pour lequel il dispose déjà d’un programme. Il passe l'été dans la propriété de la famille du prince Alexei Vassilievitch Galitzine à Trostinets, près de Kharkov en Ukraine. Le 5 septembre, la veille de son départ pour Saint-Pétersbourg, Tchaïkovski est terrassé par la fièvre. Contraint de reporter son retour dans la capitale impériale, il envoie l'ouverture achevée à son ami Herman Laroche pour qu’il puisse la transmettre à Rubinstein.
Laroche rapporte l’entrevue avec Rubinstein lorsqu’il le retrouve quelques jours plus tard pour entendre son verdict :
«  Jamais de ma vie je ne m’étais fait passer un savon pour mes propres fautes comparable à celui que j’ai reçu pour celles d’autrui (je me souviens que c'était un beau dimanche matin). Avec un humour involontaire, Rubinstein a commencé sa diatribe par : « Si vous aviez osé m'apporter un morceau pareil qui soit de vous…» - puis il n’a cessé de m’invectiver, moi, en me tirant dessus à boulet rouge ! Ayant complètement épuisé ses réserves de colère sur moi, le très « soupe au lait » directeur du Conservatoire n'a rien gardé de sa hargne pour le véritable coupable, de sorte que lorsque Piotr Ilitch est arrivé quelques jours plus tard pour entendre à son tour le verdict, il a reçu un accueil extrêmement doux et, pour sa part, n'a reçu que quelques brèves réprimandes. »
Même si l’accueil réservé par Rubinstein à Tchaïkovski est moins explosif, le volcanique directeur du conservatoire refuse d’inscrire au programme des concerts de la Société musicale russe l’ouverture de son élève, décevant ainsi les espérances de ce dernier. Par la suite, Tchaïkovski ne cherchera jamais à faire jouer, ni à faire publier cette œuvre de jeunesse, qui ne sera éditée qu’après sa mort. Elle est créée le 24 février 1896 à Saint-Pétersbourg sous la direction d’Alexandre Glazounov.
Au cours de l’été 1865, Tchaïkovski compose une Ouverture en ut mineur, dont l’introduction reprend celle de L’Orage et dont le second thème cite la chanson folklorique utilisée pour caractériser Katerina. Rejetée par les frères Rubinstein qui refusent de la diriger en concert, elle reste inexécutée du vivant de Tchaïkovski et ne sera créée qu’en 1931, à Voronej, sous la direction de Konstantin Saradjev.

## Orchestration
| Instrumentation de L'Orage                                                            |
| Bois                                                                                  |
| piccolo, 2 flûtes, 2 hautbois, 1 cor anglais, 2 clarinettes (en la), 2 bassons        |
| Cuivres                                                                               |
| 4 cors (en mi et ut), 2 trompettes (en mi), 3 trombones (2 ténors et 1 basse), 1 tuba |
| Percussions                                                                           |
| timbales, cymbales, caisse claire, grosse caisse, tam-tam                             |
| Cordes                                                                                |
| harpe, premiers violons, seconds violons, altos, violoncelles, contrebasses           |

## Analyse
Bien que Tchaïkovski conserve quelques vestiges de son programme d'origine, il reprend le schéma classique de la sonate pour organiser son ouverture.
Il utilise la chanson folklorique « Jeune fille, j’ai parcouru tous les prés » dans l’introduction pour caractériser Katerina, bien que cette mélodie ne soit guère en adéquation avec l’enfance heureuse que la jeune fille se remémore dans le premier acte de la pièce d’Ostrovski. Pour Brown, « cette introduction suggère plutôt une scène et une personne prêtes pour la tragédie », dont le thème se trouve rapidement confronté à celui (allegro) de sa tortionnaire Marfa Kabanova (thème que Tchaïkovski réutilisera par la suite dans l’introduction du deuxième acte de son premier opéra  Le Voïévode).
L'exposition est composée de deux éléments distincts selon un modèle que reprendra Tchaïkovski pour sa prochaine pièce orchestrale consacré à une histoire d'amour tragique, Roméo et Juliette : le premier sujet évoque l’orage, tandis que les désirs de Katerina forment le second. Ce deuxième sujet, que Brown qualifie de « tout à fait admirable » et qui est pour Lischke l’un des « meilleurs moments  de la partition » , illustre également, avec le contrepoint par les cordes du thème chanté par la flute et le hautbois, « le don de Tchaïkovski pour créer le drame par un chromatisme poignant, sans être sirupeux ». Ce passage sera repris par Tchaïkovski pour introduire et conclure le mouvement lent de sa première symphonie.
Dans le développement, le conflit intérieur de Katerina est représenté par un fugato basé sur un dérivé du thème de l’introduction ; ce fugato, que Brown trouve relativement efficace mais d’une ampleur limitée amène une section dans laquelle des éléments de la musique de l’orage sont à nouveau confrontés à ceux du deuxième sujet symbolisant les désirs de Katerina.
La scène du soir au bord de la Volga est décrite dans un bref intermède (moderato) avant la réexposition, à la fin de laquelle l'intrusion soudaine de la musique de Marfa Kabanova précède l’orage proprement dit et la catastrophe finale.
Le choix d’utiliser la forme sonate plutôt que d’adopter la pratique lisztienne visant à conditionner la structure musicale au programme du poème symphonique semble illustrer l’influence limitée qu’a pu avoir la musique de Franz Liszt sur Tchaïkovski. De fait, pour Brown:
« De tous les grands compositeurs, c’est peut-être à Berlioz que Tchaïkovski est le plus redevable dans L’Orage. Il ne fait pas de doute que la variété immensément ingénieuse des couleurs dans l’orchestration et l’usage judicieux des doublures révèlent bien plus le maître français comme mentor de Tchaïkovski que Liszt. Le compositeur du Harold en Italie qui avait introduit son héros représenté par l’alto solo avec le plus aérien des accompagnements orchestraux, aurait examiné avec satisfaction l’accompagnement tout aussi délicat que Tchaïkovski élabore à sa chanson folklorique lorsqu’il la cite pour la deuxième fois dans l’introduction. »
Il n’en reste pas moins, et c’est ce qui fait tout le prix de L’Orage pour Brown, que la plus grande partie de l’ouverture « sonne » déjà comme les ouvrages orchestraux ultérieurs de Tchaïkovski. C’est pourquoi le rejet par ce dernier de cette œuvre de jeunesse semble quelque peu injuste dans la mesure où il s’agit de la première, mais certainement pas de la moins séduisante, de ses premières créations orchestrales.
Pour Lischke cependant, l’œuvre est « d’une immaturité évidente ». « Tchaïkovski trouve bien le ton, les accents, et particulièrement l’instrumentation adéquate, mais sans réussir encore à donner à ses intentions les proportions et les structures indispensables. Aussi les éléments, pris séparément, sont-ils plus réussis que le tout » .
Hofmann est plus positif et qualifie L’Orage de « première œuvre importante de Tchaïkovski » qui est « presque un petit chef d’œuvre » : « à côté de certaines gaucheries imputables à une timidité de bon élève, on y trouve déjà de singulières audaces harmoniques anticipant sur Roméo et Juliette, sur le Trio en la mineur et même sur la Symphonie pathétique » .

## Discographie
- 1942 – Orchestre symphonique de la NBC, Leopold Stokowski (dir.) – Guild Historical GHCD 2334
- 1956 – Orchestre Philharmonia, Lovro von Matačić (dir.) – EMI 7 64855 2
- 1974 – Orchestre symphonique de la Radio de Francfort, Eliahu Inbal (dir.) – Philips 456 188-2
- 1977 – Orchestre royal du Concertgebouw, Bernard Haitink (dir.) – Philips 442 062-2
- 1987 – Orchestre symphonique de Londres, Guennadi Rojdestvenski (dir.) – Brilliant Classics 93980/6
- 1990 – Orchestre symphonique académique d’Etat, Ievgueni Svetlanov (dir.) – Melodiya MEL CD 10 01736
- 1992 – Orchestre symphonique national de la radio polonaise, Antoni Wit (dir.) – Naxos 8.550716
- 1996 – Orchestre symphonique de Détroit, Neeme Järvi (dir.) – Chandos CHAN 9587
- 2004 – Orchestre symphonique de Göteborg, Neeme Järvi (dir.) – Bis BIS-SACD-1418